# Acropsylla episema
Acropsylla episema är en loppart som beskrevs av Rothschild 1911. Acropsylla episema ingår i släktet Acropsylla och familjen smågnagarloppor. Utöver nominatformen finns också underarten A. e. episema.